# Olga Cerkaska
Trwa dyskusja nad usunięciem tego biogramu, kliknij i weź w niej udział.
Olga Cerkaska (ur. 2 kwietnia 1983, Radom) – producentka filmowo – telewizyjna, scenarzystka, producentka kreatywna, autorka pomysłów, twórczyni seriali, filmów i formatów telewizyjnych oraz streamingowych, właścicielka domu produkcyjnego Lulu Production Sp. z o.o.
Jej mężem, jest Bartosz Cerkaski, z którym ma troje dzieci: Antoniego, Gustawa i Konstantego.
Posiada ponad piętnastoletnie doświadczenie, zdobyte w ramach własnej działalności oraz nabyte w strukturach innych firm – w tym nadawców telewizyjnych i firm producenckich. Stworzyła bazę formatów filmowych, telewizyjnych, reklamowych, zawierającą dziesiątki pomysłów. Jako producentka wyprodukowała do tej pory 272 odcinki tv show, dla największych emitentów telewizyjnych i internetowych w tym seriale, filmy dokumentalne, programy live, programy rozrywkowe.
Od 2015 roku kieruje domem produkcyjnym Lulu Production specjalizującym się w produkcji telewizyjnej, filmowej, reklamowej.

## Filmografia

### Producent
- 2018: Super Pies 1, Polsat[3]
- 2019: Domowe Rozgrywki, Polsat[4][5]
- 2019: Swoją Drogą, filmy dokumentalne, Onet[6][7][8]
- 2019: Super Pies 2, Polsat[9]
- 2020: Domowe Rozgrywki 2, Polsat[10]
- 2020: Pokolenia, serial w produkcji
- 2021: Domowe Rozgrywki 3, Polsat
- 2022: Safety Lab – Bezpieczeństwo ma pierwszeństwo, Polsat
- 2023: Dziewczyna i Kosmonauta, Netflix[11][12][13][14][15]
- 2025: Kibic, Netflix[16][17]

### Koproducent
- 2016: Miss Holocaust, film dokumentalny[18]

### Producent wykonawczy
- 2013: Coś Tu się kroi, Fox Life
- 2013: Top Chef Polska, 3 edycje, Polsat
- 2014: Hell’s Kitchen Polska, 2 edycje, Polsat
- 2014: Shopping Queen, 1 edycja, Polsat Cafe
- 2016: Nowa Ja, Nova TV